# Sekundäres Spektrum
Das sekundäre Spektrum ist ein Abbildungsfehler eines achromatischen optischen Systems. Es verursacht Farbsäume an den Rändern von hellen Objekten. Es handelt sich um einen Farbfehler oder eine chromatische Aberration.
Der Brechungsindex von Glas hängt von der Wellenlänge des Lichts ab, wodurch optische Systeme wie z. B. Fotoobjektive einen Farbfehler aufweisen. Kombiniert man zwei oder mehr Glassorten mit deutlich verschiedener Abbe-Zahl in einem System, kann man den Farbfehler in erster Näherung korrigieren. Das primäre Spektrum ist dann korrigiert, aber es bleibt ein Restfarbfehler, das sekundäre Spektrum. Ein solches System wird Achromat oder achromatisch genannt.
Korrigiert man auch das sekundäre Spektrum, erhält man einen Apochromaten.
Für eine ausführlichere Erklärung siehe